# エドモンド・ジェイコブソン
エドモンド・ジェイコブソン (Edmund Jacobson, 1888年4月22日 - 1983年1月7日) は、アメリカの医師で、内科医、精神医学医、生理学者。彼は漸進的筋弛緩法とバイオフィードバックを開発した。

## 経歴
彼は1888年4月22日にシカゴでファニーとモーリス・ジェイコブソン夫妻の息子として生まれた。彼の父モーリスはストラスブールで生まれシカゴで不動産業を営んでいた。彼の母ファニーはアイオワで生まれた。
彼は1983年1月7日にイリノイ州シカゴのノースウェスタン大学病院で亡くなった。